# Mistrzostwa Świata w Lekkoatletyce 2015 – bieg na 10 000 m mężczyzn
Bieg na 10 000 metrów mężczyzn – jedna z konkurencji biegowych rozegranych podczas lekkoatletycznych mistrzostw świata na Stadionie Narodowym w Pekinie.
Tytuł mistrzowski z poprzedniego czempionatu obronił Brytyjczyk Mohamed Farah.

## Terminarz
| Data        | Godzina |       |
| ----------- | ------- | ----- |
| 22 sierpnia | 20:50   | Finał |

## Rekordy
Tabela prezentuje rekord świata, rekordy poszczególnych kontynentów, mistrzostw świata, a także najlepszy rezultat na świecie w sezonie 2015 przed rozpoczęciem mistrzostw.
|                            | Zawodnik              | Wynik    | Miejsce   | Data                  |
| -------------------------- | --------------------- | -------- | --------- | --------------------- |
| Rekord świata              | Kenenisa Bekele       | 26:17,53 | Bruksela  | 26 sierpnia 2005(dts) |
| Listy światowe             | Mohamed Farah         | 26:50,97 | Eugene    | 29 maja 2015(dts)     |
| Rekord mistrzostw świata   | Kenenisa Bekele       | 26:46,31 | Berlin    | 17 sierpnia 2009(dts) |
| Rekord Afryki              | Kenenisa Bekele       | 26:17,53 | Bruksela  | 26 sierpnia 2005(dts) |
| Rekord Ameryki Południowej | Marílson dos Santos   | 27:28,12 | Neerpelt  | 2 czerwca 2007(dts)   |
| Rekord Ameryki Północnej   | Galen Rupp            | 26:44,36 | Eugene    | 30 maja 2014(dts)     |
| Rekord Australii i Oceanii | Ben St. Lawrence      | 27:24,95 | Palo Alto | 1 maja 2011(dts)      |
| Rekord Azji                | Ahmad Hassan Abdullah | 26:38,76 | Bruksela  | 5 września 2003(dts)  |
| Rekord Europy              | Mohamed Farah         | 26:46,57 | Eugene    | 3 czerwca 2011(dts)   |

## Minima kwalifikacyjne
Aby zakwalifikować się do mistrzostw, należało wypełnić minimum kwalifikacyjne wynoszące 27:45,00 (uzyskane w okresie od 1 stycznia 2014 do 10 sierpnia 2015) bądź znaleźć się w czołowej „15” mistrzostw świata w przełajach (2015).

## Rezultaty
| Pozycja | Zawodnik             | Narodowość        | Czas     | Uwagi |
| ------- | -------------------- | ----------------- | -------- | ----- |
| 01 !    | Mo Farah             | Wielka Brytania   | 27:01,13 |       |
| 02 !    | Geoffrey Kipsang     | Kenia             | 27:01,76 |       |
| 03 !    | Paul Tanui           | Kenia             | 27:02,83 |       |
| 4.      | Bedan Karoki         | Kenia             | 27:04,77 | SB    |
| 5.      | Galen Rupp           | Stany Zjednoczone | 27:08,91 | SB    |
| 6.      | Abrar Osman          | Erytrea           | 27:43,21 |       |
| 7.      | Ali Kaya             | Turcja            | 27:43,69 |       |
| 8.      | Timothy Toroitich    | Uganda            | 27:44,90 |       |
| 9.      | Joshua Cheptegei     | Uganda            | 27:48,89 |       |
| 10.     | Muktar Edris         | Etiopia           | 27:54,47 |       |
| 11.     | Mosinet Geremew      | Etiopia           | 28:07,50 |       |
| 12.     | El Hassan El-Abbassi | Bahrajn           | 28:12,57 |       |
| 13.     | Nguse Amlosom        | Erytrea           | 28:14,72 |       |
| 14.     | Cameron Levins       | Kanada            | 28:15,19 |       |
| 15.     | Hassan Mead          | Stany Zjednoczone | 28:16,30 |       |
| 16.     | Shadrack Kipchirchir | Stany Zjednoczone | 28:16,30 | SB    |
| 17.     | Arne Gabius          | Niemcy            | 28:24,47 |       |
| 18.     | Tetsuya Yoroizaka    | Japonia           | 28:25,77 |       |
| 19.     | Teklemariam Medhin   | Erytrea           | 28:39,26 | SB    |
| 20.     | Stephen Mokoka       | Południowa Afryka | 28:47,40 |       |
| 21.     | Aweke Ayalew         | Bahrajn           | 29:14,55 | PB    |
| 22.     | Kenta Murayama       | Japonia           | 29:50,22 |       |
| 23.     | Yūta Shitara         | Japonia           | 30:08,35 |       |
|         | Bashir Abdi          | Belgia            |          | DNF   |
|         | Ismail Juma          | Tanzania          |          | DNF   |
|         | Imane Merga          | Etiopia           |          | DNF   |
|         | Moses Kibet          | Uganda            |          | DNF   |